# Oparbella
Genre
Synonymes
- Oparbona Roewer, 1934

Oparbella est un genre de solifuges de la famille des Solpugidae.

## Distribution
Les espèces de ce genre se rencontrent en Afrique du Nord, en Afrique de l'Ouest et en Israël.

## Liste des espèces
Selon Solifuges of the World (version 1.0) :
- Oparbella aciculata (Simon, 1879)
- Oparbella bicolor Roewer, 1934
- Oparbella fagei Vachon, 1950
- Oparbella flavescens (C. L. Koch, 1842)
- Oparbella junquana Lawrence, 1966
- Oparbella quedenfeldti (Kraepelin, 1899)
- Oparbella werneri (Birula, 1914)

## Publication originale
- Roewer, 1934 : Solifuga, Palpigrada. Dr. H.G. Bronn's Klassen und Ordnungen des Thier-Reichs, wissenschaftlich dargestellt in Wort und Bild. Akademische Verlagsgesellschaft M. B. H., Leipzig. Fünfter Band: Arthropoda; IV. Abeitlung: Arachnoidea und kleinere ihnen nahegestellte Arthropodengruppen, vol. 4, p. 481-723 (texte intégral).